# ميرساد تركان
ميرساد تركان (بالتركية: Mirsad Türkcan)‏ مواليد 07 يونيو 1976، هو لاعب كرة سلة تركي سابق بدأ مسيرته الاحترافية في سنة 1993. يبلغ طوله 6 قدم 9 بوصة (2.1 م). اعتزل اللعب في 2012.

## فرق لعب لها
- نيويورك نيكس
- ميلووكي باكز
- نادي سسكا موسكو لكرة السلة
- فنربخشة لكرة السلة

## الميداليات
| الميدالية | المسابقة                         |
| --------- | -------------------------------- |
| فضية      | بطولة أمم أوروبا لكرة السلة 2001 |

## روابط خارجية
- ميرساد تركان على موقع الاتحاد الدولي لكرة السلة (الإنجليزية)
- ميرساد تركان على موقع الدوري الأوروبي لكرة السلة (الإنجليزية)
- ميرساد تركان على موقع إن بي أي (الإنجليزية)
- ميرساد تركان على موقع سبورتس رفرنس (الإنجليزية)
- ميرساد تركان على موقع كرة السلة الأوروبية.كوم (الإنجليزية)
- ميرساد تركان على موقع ريلجم (الإنجليزية)
- ميرساد تركان على موقع بروبوليرز (الإنجليزية)
- ميرساد تركان على موقع سبورتس رفرنس (الإنجليزية)